# Gongsun Gong
Gongsun Gong (chinesisch 公孫恭) war ein chinesischer Warlord, der jüngere Sohn des Warlords Gongsun Du von Liaodong und der jüngere Bruder des chinesischen Warlords Gongsun Kang.
Nach dessen Tod im Jahr 220 nach Christus übernahm er die Nachfolge für seine unmündigen Neffen. Vom chinesischen Kaiser Cao Pi wurde er zum General und Marquis ernannt. Sein Neffe Gongsun Yuan stürzte ihn im Jahr 228, doch lebte er beim Untergang des Reiches im Jahr 238 nach Christus noch.

## Erwähnung in der Literatur
Im fiktiven Buch Geschichte der drei Reiche wird berichtet, Gongsun Gong habe seinem Bruder Gongsun Kang den Rat gegeben, Yuan Shaos Söhne Yuan Xi und Yuan Shang zu ermorden, ihre Köpfe Cao Cao in einer Truhe darzubieten, um anschließend dessen Dank erhalten.